# Sovereign Islands SPA
Sovereign Islands SPA este o arie protejată (arie de protecție specială avifaunistică — SPA) din Irlanda întinsă pe o suprafață de 28,7 ha, integral pe uscat.

## Localizare
Centrul sitului Sovereign Islands SPA este situat la coordonatele 51°40′32″N 8°27′02″W / 51.675443°N 8.450637°V.

## Înființare
Situl Sovereign Islands SPA a fost declarat arie de protecție specială avifaunistică în martie 2009 pentru a proteja 1 specie de animale.

## Biodiversitate
Situată în ecoregiunea atlantică, aria protejată nu include niciun habitat protejat.
La baza desemnării sitului se află o specie protejată de  păsări: cormoran mare (Phalacrocorax carbo).
Pe lângă speciile protejate, pe teritoriul sitului au mai fost identificate 3 specii de păsări.